# Skills in Pills
Albums de Lindemann (groupe)
F & M
(2019)
Skills in Pills est un album de musique de metal industriel, produit par le groupe Lindemann, composé du chanteur Till Lindemann et du musicien Peter Tägtgren. Il est publié le 22 juin 2015, via le label Warner Music.
Le 22 et 23 avril, le duo dévoile la liste des chansons et la couverture de l'album sur la page Facebook du chanteur allemand, puis ils publient des extraits audio le 2 mai 2015,.

## Historique
En 2015, Till Lindemann souhaite se lancer dans une carrière solo, en dehors de Rammstein, avec Peter Tägtgren. Les deux musiciens s'étaient rencontrés en 1999 ou 2000 et restent en contact. En 2013, Till invite Peter à un concert de Rammstein et lui indique que le groupe compte faire une pause. Le chanteur en profiterait alors pour se lancer dans une carrière solo. Les deux musiciens collaborent alors afin de publier l'album, où Peter compose la musique et aide Till pour chanter en anglais.
Le 28 mai 2015, le premier single est dévoilé, Praise Abort et l'album sort le mois suivant.

## Certifications
| Pays      | Certification | Ventes    | Date |
| --------- | ------------- | --------- | ---- |
| Allemagne | 1 × Or        | 100 000 + | 2015 |

## Liste des pistes
Toutes les paroles sont écrites par Lindemann, toute la musique est composée par Tägtgren.
| 1.    | Skills in Pills     | 4:13 |
| 2.    | Ladyboy             | 3:20 |
| 3.    | Fat                 | 4:12 |
| 4.    | Fish On             | 4:12 |
| 5.    | Children of the Sun | 3:40 |
| 6.    | Home Sweet Home     | 3:45 |
| 7.    | Cowboy              | 3:11 |
| 8.    | Golden Shower       | 4:24 |
| 9.    | Yukon               | 4:45 |
| 10.   | Praise Abort        | 4:44 |
| 11.   | That's My Heart     | 4:35 |
| 45:01 |                     |      |